# Pseudamplinus cylindroides
Pseudamplinus cylindroides är en mångfotingart som först beskrevs av Chamberlin 1923.  Pseudamplinus cylindroides ingår i släktet Pseudamplinus och familjen Aphelidesmidae. Inga underarter finns listade i Catalogue of Life.